# Jean-François Guépin
Pour les articles homonymes, voir Guépin.
Jean-François Guépin, né selon les sources le 17 janvier 1745 ou le 7 janvier 1745 à Tours et mort le 5 septembre 1821 dans cette même ville, est un homme d'église français, député aux États généraux de 1789.

## Biographie
Curé de la paroisse de Saint-Pierre-des-Corps, près Tours, il est élu, le 27 mars 1789, député du clergé aux États généraux par le bailliage de Touraine.

## Sources
- « Jean-François Guépin », dans Adolphe Robert et Gaston Cougny, Dictionnaire des parlementaires français, Edgar Bourloton, 1889-1891 [détail de l’édition]